# Людмилин, Анатолий Алексеевич
Анатолий Алексеевич Людми́лин (1903—1966) — советский дирижёр и педагог. Народный артист РСФСР (1958). Лауреат двух Сталинских премий второй степени (1947, 1951). Член ВКП(б) с 1947 года.

## Биография
Родился 13 (26) июня 1903 года в Киеве в семье музыканта. В 1924 году окончил Киевскую консерваторию по классу композиции профессора Р. М. Глиэра и классу дирижирования профессора Л. П. Штейнберга. В 1917—1924 годах артист оркестра Киевской оперы.
Главный дирижёр Киевского, (1924—1929), Крымского (1929—1930), первого передвижного Украинского (1930—1931), Бакинского (1932—1933), Свердловского (1933—1941, 1955—1960), Молотовского (1944—1955), Харьковского (1960—1962) театров.
Преподавал в Бакинском (1932—1933), Свердловском (1930—1931 и 1933—1934), Молотовском (1944—1955) музыкальном училищах; в Свердловской (1939—1944, 1955—1960), Харьковской (1960—1962) консерваториях.
В 1962—1966 годах работал в Воронежском ТОБ, который при нём достиг своего расцвета.
Умер 16 декабря 1966 года. Похоронен в Воронеже на Коминтерновском кладбище.
Был женат на оперной певице Маргарите Глазуновой. Их сын Алексей (1942—2019) тоже стал дирижёром, Заслуженным деятелем искусств России.

## Театральные работы
- 1935 — «Орлёна» В. Н. Трамбицкого (1-я постановка)
- 1938 — «За жизнь» (2-я редакция) В. Н. Трамбицкого (1-я постановка)
- 1936 — «Каморра» Е. Д. Эспозито
- 1946 — «Севастопольцы» М. В. Коваля
- 1950 — «Иван Болотников» Л. Б. Степанова
- 1953 — «Хождение по мукам» А. Э. Спаддавеккиа
- 1956 — «Охоня» Г. Н. Белоглазова (1-я постановка)
- 1959 — «Пушкин в изгнании» Б. С. Шехтера
- 1961 — «Отелло» Дж. Верди
- 1961 — «Павел Корчагин» Н. Г. Юхновской
- 1963 — «Чёртова скрипка» П. Т. Хаджиева
- 1963 — «Кармен» Ж. Бизе
- 1964 — «Князь Игорь» А. П. Бородина
- 1964 — «Дороги дальние» А. Г. Флярковского
- 1966 — «Огненные годы» А. Э. Спаддавеккиа

## Награды и премии
- Заслуженный артист РСФСР (6 декабря 1945)
- Орден Трудового Красного Знамени (31.7.1946)
- Сталинская премия второй степени (1947) — за оперный спектакль «Севастопольцы» М. В. Коваля
- Сталинская премия второй степени (1951) — за оперный спектакль «Иван Болотников» Л. Б. Степанова
- Медаль «За доблестный труд в Великой Отечественной войне 1941-1945 гг.»
- Народный артист РСФСР (6 ноября 1958)

## Память
- В Воронеже на доме № 14 по улице Средне-Московской, где жил композитор, установлена мемориальная доска[1].